# Улица Курчатова (Казань)
Улица Курча́това — улица в микрорайоне Танкодром Советского района города Казани. Начинается от пересечения с улицей Карбышева и заканчивается переходом в улицу Латышских Стрелков.

## Общие сведения
Название получила согласно нормативного акта от 24.01.1968 года № 61 в честь русского, советского физика Игоря Васильевича Курчатова — «отца» советской атомной бомбы.
Улица с двухсторонним движением имеет многоэтажную застройку. Протяженность улицы 638 м. В районе между домами 6 и 8 имеет У-образный перекресток с улицей Комарова.

## История
Застраивалась в конце 60-х годов XX века в преддверии развития расположенного неподалёку крупнейшего «спального района» Горки Приволжского района города.
| Многоэтажная жилая застройка | Многоэтажная жилая застройка | Многоэтажная жилая застройка |
| № дома                       | Год постройки                | Количество этажей            |
| ---------------------------- | ---------------------------- | ---------------------------- |
| 3/2                          |                              | 5                            |
| 2                            | 1976                         | 9                            |
| 4                            | 1968                         | 5                            |
| 5                            | 1968                         | 5                            |
| 6                            | 1968                         | 5                            |
| 7                            | 1969                         | 5                            |
| 8                            | 1968                         | 5                            |
| 10                           | 1969                         | 5                            |
| 11                           | 1969                         | 5                            |
| 13                           | 1968                         | 5                            |
| 14                           | 1968                         | 5                            |
| 17                           | 1968                         | 5                            |
| 18                           | 1968                         | 5                            |
| 19                           | 1968                         | 5                            |

## Объекты на улице
На улице расположены мечеть Мадина с медресе, специализированная футбольная ДЮСШ олимпийского резерва № 14, городская поликлиника № 15, детские сады № 46 «Пушок» и № 332 «Ласточка».

## Транспорт
Транспортная доступность — автобусы 4, 5, 47, 68, 69а, 79, 85 и троллейбусы 8, 9, 11, 12. Остановки: «Латышских стрелков», «Комарова», «Карбышева», «Танковая».